# Forestiera
Forestiera es un género de plantas con flores con  20 especies pertenecientes a la familia Oleaceae. Originario de América del Norte y Central. La mayoría son arbustos que son conocidos en su lugar de origen con el nombre común de  swamp-privets. Tienen pequeñas hojas opuestas, enteras o finamente dentadas, y florecillas amarillentas que nacen en las ramas del año anterior; les siguen pequeñas drupas negras.  

## Especies
- Forestiera acuminata Poir.
- Forestiera angustifolia Torr.
- Forestiera eggersiana Krug & Urb.
- Forestiera godfreyi L.C.Anderson
- Forestiera hondurensis Standl. & L.O.Williams
- Forestiera ligustrina Poir.
- Forestiera neomexicana A.Gray
- Forestiera pubescens Nutt.
- Forestiera reticulata Torr.
- Forestiera retusa Raf.
- Forestiera rhamnifolia Griseb.
- Forestiera segregata (Jacq.) Krug & Urb.
- Forestiera shrevei Standl.
- Forestiera texana Cory